# 27407 Haodo
27407 Haodo è un asteroide della fascia principale. Scoperto nel 2000, presenta un'orbita caratterizzata da un semiasse maggiore pari a 2,6440567 au e da un'eccentricità di 0,0503286, inclinata di 14,23106° rispetto all'eclittica.
L'asteroide è dedicato al tecnico IT statunitense Scott Hao Do, impiegato presoo l'osservatorio Lowell.